# Отворено првенство Париза 2012.
Отворено првенство Париза 2012. је био тениски турнир за жене који се играо у дворани са тврдом подлогом. Турнир се играо 20. пут, и представљао је дио премијер серија турнира. Играо се у Паризу, у Француској, од 6. до 12. фебруара 2012.

## Учеснице

### Носиоци
| Држава    | Тенисерка             | Пласман | Носилац |
| --------- | --------------------- | ------- | ------- |
| Русија    | Марија Шарапова       | 3       | 1       |
| Француска | Марион Бартоли        | 7       | 2       |
| Кина      | Ли На                 | 9       | 3       |
| Србија    | Јелена Јанковић       | 13      | 4       |
| Њемачка   | Забине Лизики         | 14      | 5       |
| Њемачка   | Јулија Гергес         | 21      | 6       |
| Италија   | Роберта Винчи         | 23      | 7       |
| Шпанија   | Анабел Медина Гаригес | 24      | 8       |
| Њемачка   | Анџелик Кербер        | 27      | 9       |

### Остале учеснице
Тенисерке које су добиле специјалну позивницу за учешће на турниру:
- Ализе Корне
- Полин Пармантје

Тенисерке које су до главног жреба дошле играјући квалификације:
- Мона Бартел
- Бетани Матек Сандс
- Кристина Бароа
- Грета Арн

Тенисерке које су до главног жреба дошле као „срећни губитници“:
- Алберта Бријанти
- Варвара Лепченко
- Џил Крејбас

## Побједнице

### Појединачно
Анџелик Кербер је побиједила  Марион Бартоли, 7–6(3), 5–7, 6–3.
- То је била прва ВТА титула у каријери за Кербер. Постала је прва Њемица која је освојила овај турнир још од кад га је Штефи Граф освијила 1995.

### Парови
Лизел Хубер и  Лиса Рејмонд су побиједиле  Ану-Лену Гренефелд и  Петру Мартић, 7–6(3), 6–1.